# Taphrina polyspora
Taphrina polyspora är en svampart som tillhör divisionen sporsäcksvampar, och som först beskrevs av Sorokin, och fick sitt nu gällande namn av Johanson. Taphrina polyspora ingår i släktet Taphrina, och familjen häxkvastsvampar. Arten är reproducerande i Sverige.